# Blahoslav Španiel
Blahoslav Španiel (25. května 1927 Brno – 11. února 2001 Brno) byl český knihovník a pedagog. Narodil se v Brně, život strávil v Nosislavi. Jako knihovník pracoval dlouhá léta ve Státní pedagogické knihovně v Brně, jako pedagog působil nejdéle na Střední knihovnické škole v Brně.

## Život
V roce 1947 ukončil studium na učitelském ústavu v Brně. V roce 1959 vystudoval český jazyk na Filozofické fakultě Masarykovy univerzity v Brně a v roce 1961 absolvoval nástavbové studium knihovnictví.
Učil na různých základních i středních školách, později pracoval v brněnské Státní pedagogické knihovně (SPK) a stal se vedoucím oddělení doplňování a zpracování fondů. Pro potřeby uživatelů vybudoval příruční knihovnu pedagogických bibliografií, řadu bibliografií sestavil. Vydával Novinky zahraniční pedagogické a psychologické literatury, bibliografické letáky, drobné soupisy i rozsáhlé knižní bibliografie. V knihovně pracoval až do roku 1969, od téhož roku učil na Střední knihovnické škole v Brně, v roce 1996 odešel do důchodu. Zpracoval velké množství bibliografií, skript pro studenty knihovnické školy, publikoval v odborném tisku. Budoval školní knihovnu, napsal řadu referátů, recenzí a knihovnických článků, ze slovenštiny přeložil a upravil učebnici Bibliografie pro 3. ročník středních knihovnických škol.
Byl dlouholetým členem Svazu knihovníků a informačních pracovníků (SKIP). Ve svém volném čase se věnoval činnosti kronikáře-historiografa obce Nosislavi.

## Dílo (výběr)
- Boj proti propadání: Výběr knih a článků se zaměřením na práci učitele národní školy. Brno: St. pedagog. knihovna, 1960. 4 s. Bibliografické letáky St. pedagog. knihovny v Brně; Čís. 25 (editor)
- Metodika českého jazyka a literatury; bibliografie knižních publikací a časopiseckých článků z let 1945-1960, 1960[1]
- Soupis českých a slovenských bibliografií z oboru pedagogiky, 1960
- Bibliografie knižních publikací a časopiseckých článků z let 1945-1960, 1960
- Soupis pedagogických bibliografií, 1966
- Metodika mateřského jazyka a literatury... z let 1960–1972, 1974
- Súpis platných právnych predpisov pre knižnice a strediská VTEI, 1976, 1983, 1989
- Nosislavská čítanka – Nosislav v krásné literatuře, 1996
- Nosislavská tvrz a její obyvatelé, 2002

## Ocenění
- Cena českých knihovníků 2001 udělovaná Svazem knihovníků a informačních pracovníků ČR in memoriam[3][4]